# Фарма (1. сезона)
Фарма је прва сезона српске ријалити-телевизијске емисије Фарма. Емитована је од 20. септембра до 23. децембра 2009. и трајала је 94 дана. Приказивали су је Пинк у Србији, Пинк БХ у Босни и Херцеговини, Пинк М у Црној Гори и Пинк плус у осталим државама. Водитељи прве сезоне били су Александра Јефтановић и Огњен Амиџић. Победник прве сезоне је Топалко, док је другопласирани Niggor.
Прати групу познатих личности које живе заједно двадесет и четири сата дневно на фарми, изолованој од спољашњег света (превасходно од масовних медија, као што су новине, телефони, телевизија и интернет), а све њихове кораке свакодневно прате видео-камере, без приватности. Сваке седмице такмичари, познати као „фармери”, пролазе кроз номинације и елиминације. Гледаоци затим одлучују ко од номинованих треба да напусти ријалити. Последњи преостали фармер постаје победник и осваја награду од 100.000 евра.

## Формат
У насељу Лисовић, на преко два хектара земље, изграђена је фарма заједно са помоћним објектима као што су: свињац, штала, сеник, радионица, башта, кокошињац и тор, смешта се двадесетак познатих личности које се за нешто дуже од три до четри месеца боре за награду од 100.00 или 50.000 евра, и на којем ће живети без струје, текуће воде, хранећи себе биљкама које ће сами и узгајати, и млеком и месом домаћих животиња о којима сами брину. Концепт је у свакој земљи веома сличан. Сваког понедељка бира се „газда” који води фарму и заводи ред и дисциплину, а који такође бира своје „слуге”.

## Фармери
- Ана Николић, певачица
- Беби Дол (Драгана Шарић), певачица
- Биг Мама (Светлана Танасић), учесница Звезда Гранда 4
- Бошко Ничић, градоначелник Зајечара
- Бранко Бабовић, глумац
- Цакана, мис Југославије 1990. и певачица
- Славица Трипуновић Дајана, певачица
- Маја Николић, певачица
- Марина Перазић, певачица и учесница хрватске верзије Фарме 2
- Марко Ђуровски, певач
- Нигор (Игор Лазић), музичар
- Никола Хаџи Николић, певач
- Оља Црногорац, модел
- Пиле (Зоран Радојковић), телевизијски водитељ
- Сале (Александар Јовановић), новинар и учесник Великог брата ВИП 1
- Сандра Обрадовић, модел
- Саша Ћурчић, бивши фудбалер и победник Великог брата 1
- Тања Ђуровић, телевизијска водитељка
- Тијана Дапчевић, певачица
- Тома (Томислав Јовановић), музичар и оснивач групе Блек пантерс
- Топалко (Милан Топаловић), учесник Звезда Гранда 4
- Викторија (Снежана Мишковић), певачица

## Историја гласања
| Газда (имунитет) | Бошко                     | Биг Мама                  | Бранко                    | Марина                    | Беби                      | Маја                      | Бранко                    | Сале                      | Цакана                    | Тома                      | Викторија                 | Марко                     | нико                      | нико                      | нико               |                    |                    |                   |                   |
| Слуге            | Биг Мама Тома             | Бошко Викторија           | Оља Топалко               | Бранко Маја               | Маја Нигор                | Сале Викторија            | Марина Марко              | Биг Мама Нигор            | Бранко Маја               | Марина Топалко            | Марко Сандра              | Нигор Викторија           | нико                      | нико                      | нико               |                    |                    |                   |                   |
|                  |                           |                           |                           |                           |                           |                           |                           |                           |                           |                           |                           |                           |                           |                           |                    |                    |                    |                   |                   |
| Топалко          | Тома                      | Бошко                     | номинован                 | Маја                      | Маја                      | Викторија                 | Марко                     | Биг Мама                  | Бранко                    | номинован                 | Сандра                    | ??                        | 1. место (95. дан)        | 1. место (95. дан)        |                    |                    |                    |                   |                   |
| Нигор            | Тома                      | Бошко                     | Оља                       | Маја                      | номинован                 | Сале                      | марко                     | номинован                 | Маја                      | ??                        | Сандра                    | номинован                 | 2. место (95. дан)        | 2. место (95. дан)        |                    |                    |                    |                   |                   |
| Сандра           | није била                 | није била                 | није била                 | Маја                      | Маја                      | Викторија                 | Марина                    | Биг Мама                  | Маја                      | ??                        | номинована                | ??                        | 3. место (95. дан)        | 3. место (95. дан)        |                    |                    |                    |                   |                   |
| Маја             | Тома                      | Бошко                     | Оља                       | номинована                | номинована                | Викторија                 | Марина                    | Биг Мама                  | номинована                | ??                        | Сандра                    | ??                        | 4. место (95. дан)        | 4. место (95. дан)        |                    |                    |                    |                   |                   |
| Викторија        | Тома                      | номинована                | Оља                       | Бранко                    | Маја                      | номинована                | Марко                     | Биг Мама                  | Маја                      | ??                        | Марко                     | номинована                | 5. место (95. дан)        | 5. место (95. дан)        |                    |                    |                    |                   |                   |
| Марко            | није био                  | није био                  | није био                  | није био                  | није био                  | Сале                      | номинован                 | Биг Мама                  | Маја                      | ??                        | номинован                 | имун                      | 6. место (95. дан)        | 6. место (95. дан)        |                    |                    |                    |                   |                   |
| Цакана           | Биг Мама                  | Бошко                     | Оља                       | Бранко                    | Маја                      | Сале                      | Марко                     | Нигор                     | Маја                      | ??                        | Марко                     | ??                        | избачена (94. дан)        | избачена (94. дан)        | избачена (94. дан) | избачена (94. дан) |                    |                   |                   |
| Беби             | није била                 | није била                 | није била                 | Маја                      | Маја                      | Викторија                 | Марина                    | Биг Мама                  | Бранко                    | ??                        | Марко                     | ??                        | избачена (93. дан)        | избачена (93. дан)        | избачена (93. дан) | избачена (93. дан) | избачена (93. дан) |                   |                   |
| Тома             | номинован                 | Бошко                     | Оља                       | Маја                      | Маја                      | Викторија                 | Марина                    | избачен 49. дан)          | Маја                      | ??                        | Сандра                    | ??                        | избачен (92. дан)         | избачен (92. дан)         | избачен (92. дан)  | избачен (92. дан)  | избачен (92. дан)  | избачен (92. дан) |                   |
| Бранко           | Тома                      | Бошко                     | Оља                       | номинован                 | Маја                      | Сале                      | Марко                     | Биг Мама                  | номинован                 | ??                        | Сандра                    | ??                        | избачен (91. дан)         | избачен (91. дан)         | избачен (91. дан)  | избачен (91. дан)  | избачен (91. дан)  | избачен (91. дан) | избачен (91. дан) |
| Сале             | Тома                      | Викторија                 | Топалко                   | Маја                      | Маја                      | номинован                 | Марина                    | Биг Мама                  | Бранко                    | ??                        | Сандра                    | избачен (84. дан)         | избачен (84. дан)         | избачен (84. дан)         |                    |                    |                    |                   |                   |
| Марина           | Тома                      | Бошко                     | Оља                       | Маја                      | Маја                      | Сале                      | номинована                | Биг Мама                  | Маја                      | номинована                | избачена (77. дан)        | избачена (77. дан)        | избачена (77. дан)        | избачена (77. дан)        |                    |                    |                    |                   |                   |
| Пиле             | Тома                      | Бошко                     | Топалко                   | Маја                      | Маја                      | избачен (35). дан         | избачен (35). дан         | избачен (35). дан         | Бранко                    | избачен (70. дан)         | избачен (70. дан)         | избачен (70. дан)         | избачен (70. дан)         | избачен (70. дан)         |                    |                    |                    |                   |                   |
| Биг Мама         | номинована                | имуна                     | Оља                       | Маја                      | Маја                      | Сале                      | Марко                     | номинована                | избачена (56. дан)        | избачена (56. дан)        | избачена (56. дан)        | избачена (56. дан)        | избачена (56. дан)        | избачена (56. дан)        |                    |                    |                    |                   |                   |
| Тијана           | није била                 | није била                 | није била                 | није била                 | није била                 | Викторија                 | избачена (42. дан)        | избачена (42. дан)        | избачена (42. дан)        | избачена (42. дан)        | избачена (42. дан)        | избачена (42. дан)        | избачена (42. дан)        | избачена (42. дан)        |                    |                    |                    |                   |                   |
| Тања             | није била                 | није била                 | није била                 | Маја                      | избачена (28. дан)        | избачена (28. дан)        | избачена (28. дан)        | избачена (28. дан)        | избачена (28. дан)        | избачена (28. дан)        | избачена (28. дан)        | избачена (28. дан)        | избачена (28. дан)        | избачена (28. дан)        |                    |                    |                    |                   |                   |
| Саша             | Биг Мама                  | Бошко                     | Оља                       | изашао (24. дан)          | изашао (24. дан)          | изашао (24. дан)          | изашао (24. дан)          | изашао (24. дан)          | изашао (24. дан)          | изашао (24. дан)          | изашао (24. дан)          | изашао (24. дан)          | изашао (24. дан)          | изашао (24. дан)          |                    |                    |                    |                   |                   |
| Никола           | Тома                      | Бошко                     | Оља                       | изашао (21. дан)          | изашао (21. дан)          | изашао (21. дан)          | изашао (21. дан)          | изашао (21. дан)          | изашао (21. дан)          | изашао (21. дан)          | изашао (21. дан)          | изашао (21. дан)          | изашао (21. дан)          | изашао (21. дан)          |                    |                    |                    |                   |                   |
| Оља              | Тома                      | Бошко                     | номинована                | избачена (21. дан)        | избачена (21. дан)        | избачена (21. дан)        | избачена (21. дан)        | избачена (21. дан)        | избачена (21. дан)        | избачена (21. дан)        | избачена (21. дан)        | избачена (21. дан)        | избачена (21. дан)        | избачена (21. дан)        |                    |                    |                    |                   |                   |
| Бошко            | Биг Мама                  | номинован                 | избачен (14. дан)         | избачен (14. дан)         | избачен (14. дан)         | избачен (14. дан)         | избачен (14. дан)         | избачен (14. дан)         | избачен (14. дан)         | избачен (14. дан)         | избачен (14. дан)         | избачен (14. дан)         | избачен (14. дан)         | избачен (14. дан)         |                    |                    |                    |                   |                   |
| Дајана           | Тома                      | избачена (7. дан)         | избачена (7. дан)         | избачена (7. дан)         | избачена (7. дан)         | избачена (7. дан)         | избачена (7. дан)         | избачена (7. дан)         | избачена (7. дан)         | избачена (7. дан)         | избачена (7. дан)         | избачена (7. дан)         | избачена (7. дан)         | избачена (7. дан)         |                    |                    |                    |                   |                   |
| Ана              | дисквалификована (4. дан) | дисквалификована (4. дан) | дисквалификована (4. дан) | дисквалификована (4. дан) | дисквалификована (4. дан) | дисквалификована (4. дан) | дисквалификована (4. дан) | дисквалификована (4. дан) | дисквалификована (4. дан) | дисквалификована (4. дан) | дисквалификована (4. дан) | дисквалификована (4. дан) | дисквалификована (4. дан) | дисквалификована (4. дан) |                    |                    |                    |                   |                   |